# Winny Clarke
Winny Clarke (* 29. April 1988 in Vancouver, British Columbia) ist eine kanadische Schauspielerin und Filmschaffende.

## Leben
Clarke wurde am 29. April 1988 in Vancouver geboren, wo sie auch aufwuchs. Sie ist niederländischer Abstammung und spricht neben Englisch auch Niederländisch. Sie machte ihren Schauspielabschluss an der American Musical and Dramatic Academy in Los Angeles. Sie debütierte 2012 im Kurzfilm The Day Girls als Schauspielerin. 2013 wirkte sie im Kurzfilm Penny mit. 2014 gab sie ihr Filmschauspieldebüt in der Filmproduktion The Door und erhielt im selben Jahr eine Episodenrolle in der Fernsehserie Das Böse im Blick – Augenzeuge Kamera. In den folgenden Jahren konnte sie sich als Fernsehserien- und Filmschauspielerin etablieren.
2016 erhielt sie mit der Rolle der Elliot im Film Almost Adults eine größere Rolle. 2017 spielte sie unter anderen mit der Rolle der Melissa R. Jones in Loose Ends und Patricia Bailey in Art of Obsession ebenfalls größere Rollen. Ab demselben Jahr bis einschließlich 2019 stellte sie in 15 Episoden der Fernsehserie Swerve die Rolle der Cassidy dar. 2020 wirkte sie in den Fernsehfilmen Learning to Love Again und Christmas by Chance und 2021 im Fernsehfilm Die Hochzeit meiner Chefin mit. 2023 folgte eine Rollenbesetzung im Fernsehfilm Our Christmas Wedding. 2024 spielte sie im Katastrophenfernsehfilm Super Icyclone in der Rolle der Maggie mit.
2016 fungierte Clarke als Produzentin des Kurzfilms Walkthrough. Drei Jahre später produzierte sie mit We’re Not Talking About It einen weiteren Kurzfilm, für den sie zusätzlich das Drehbuch verfasste. In beiden Kurzfilmen mimte sie tragende Charakterrollen.

## Filmografie (Auswahl)

### Schauspiel
- 2012: The Day Girls (Kurzfilm)
- 2013: Penny (Kurzfilm)
- 2014: The Door
- 2014: Das Böse im Blick – Augenzeuge Kamera (See no Evil, Fernsehserie, Episode 1x02)
- 2015: Nowhere to Hide (Fernsehserie, Episode 2x01)
- 2015: Forest Fairies
- 2016: Es war Mord! (Motives & Murders: Cracking the Case, Fernsehserie, 2 Episoden, verschiedene Rollen)
- 2016: Internet der Lügen (Web of Lies, Fernsehserie, Episode 3x12)
- 2016: Murder U (Fernsehserie, Episode 1x06)
- 2016: Almost Adults
- 2016: This Is Taylor
- 2016: Walkthrough (Kurzfilm)
- 2017: Loose Ends
- 2017: Art of Obsession
- 2017: Best Friend from Heaven
- 2017–2019: Swerve (Fernsehserie, 15 Episoden)
- 2018: Nobody Famous
- 2018: Diamond in the Rough (Kurzfilm)
- 2018: Sideboob
- 2018: Roomies (Kurzfilm)
- 2019: Home for Harvest (Fernsehfilm)
- 2019: A Dinner Party (Kurzfilm)
- 2019: We’re Not Talking About It (Kurzfilm)
- 2020: Learning to Love Again (Fernsehfilm)
- 2020: Christmas by Chance (Fernsehfilm)
- 2021: Die Hochzeit meiner Chefin (My Boss’ Wedding, Fernsehfilm)
- 2021: The Elusive Purpurea Vulpavis (Kurzfilm)
- 2022: Astonishing Tales of Terror: Rocktapussy!
- 2023: Our Christmas Wedding (Fernsehfilm)
- 2024: Nosocomephilia (Kurzfilm)
- 2024: Super Icyclone (Fernsehfilm)

### Filmschaffende
- 2016: Walkthrough (Kurzfilm; Produktion)
- 2019: We’re Not Talking About It (Kurzfilm; Produktion und Drehbuch)